# Національний парк Арікок
Національний парк Арікок займає приблизно 18 % острова Аруба і включає три основні геологічні утворення: лавову формацію Аруби, кварцову діоритову формацію та вапнякову формацію, яка простягається всередину від узбережжя. Ці утворення безпосередньо вплинули на розселення людей на Арубі, а також на її природні пам'ятки.
Аруба є домівкою для кількох видів, які мешкають лише на острові, серед них два унікальні види змій і два види птахів. Скельні відтулення також створюють мікрокліматичні умови для підтримки цих унікальних видів рослин і тварин, а також поселень. Вони розташовані майже виключно на території національного парку Арікок. У парку розміщені деякі з найстаріших на острові малюнків араваків, які привернули увагу уряду.
До аборигенних рептилій належать каскабель (Crotalus unicolor), сантанеро або (арубанська) котячеока змія Бейкера (Leptodeira bakeri) та ящірка кододо блаув або арубська ящірка батігохвоста (Cnemidophorus arubensis). Серед птахів — шоко або арубська сова (Athene cunicularia arubensis) і прикічі або арубський папуга (Aratinga pertinax arubensis).
Уперше визнаний важливою національною територією в 1980-х роках, національний парк Арікок пропонує популярні пішохідні стежки, які охоплюють усі типи місцевості від пагорбів до золотих копалень і навіть руїн плантацій.
У національному парку можна відвідати кілька традиційних арубських будинків у стилі кас-ді-торто.

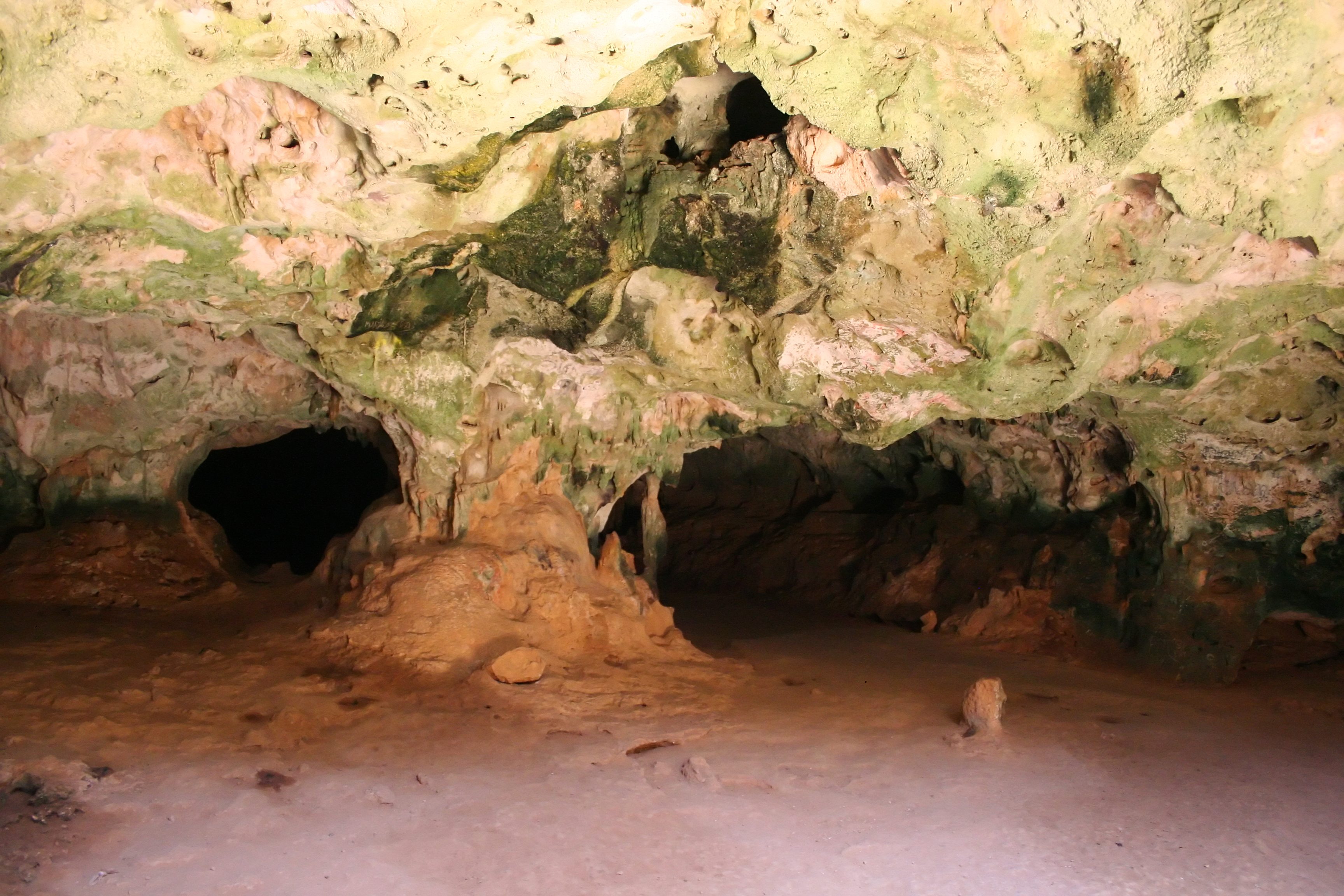
Печера Гвадірікірі

## Геологія

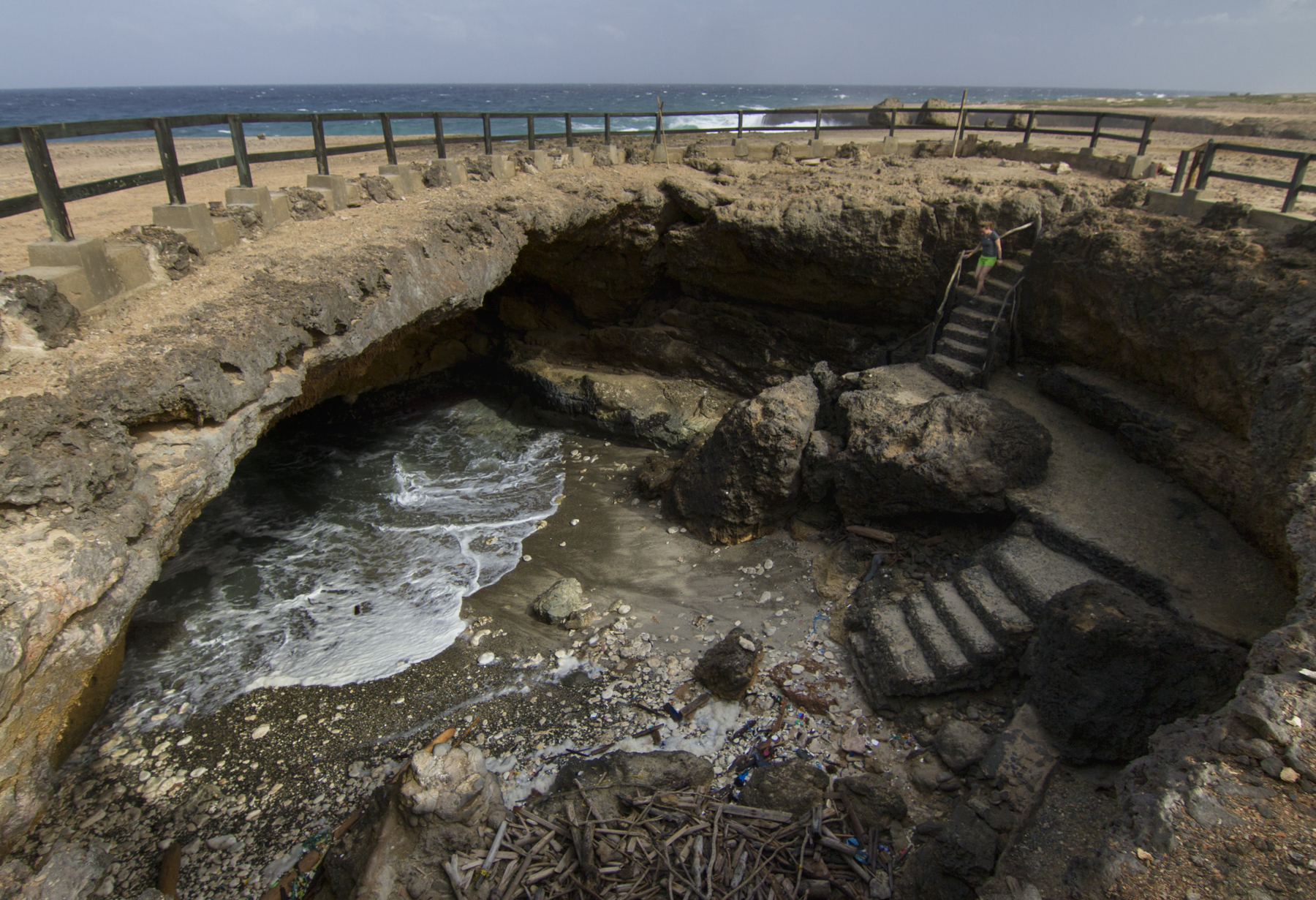
Вапнякова формація національного парку Арікок

Національний парк Арікок демонструє різноманітні геологічні особливості. На території парку є лавова формація Аруба, яка переважно складається з подушкової лави, інтрузованої кварцовим діоритом. Крім того, значна частина території парку складається з піднятих рифових карбонатів. Ця велика кількість вапняку була стерта кислими ґрунтовими водами, утворивши кілька печер завдовжки від кількох до сотень футів, до деяких із яких можна легко дістатися в межах парку. До відомих печер парку належать Фонтейн і Квадірікірі. Також у національному парку знайдено багато вулканічного туфу — сліди вулканічної історії острова.

## Історія людства
Найдавніші сліди людської діяльності в парку виявлено в печері Фонтейн, де все ще можна побачити доколумбові наскельні малюнки. Також можна побачити новіші малюнки, починаючи від малюнків перших європейських поселенців і закінчуючи графіті, які зараз поширюються по всій печері. Щоб уникнути появи сучасних графіті, печеру тепер закрито. Її відкрито лише для відвідувачів, які беруть участь в екскурсіях з персоналом парку. Іншою історичною пам'яткою парку є Кунуку Арікок, рання ферма, яку відновлено для збереження та відкрито для відвідувачів. Також видно покинуті золоті копальні в районі парку Міраламар. Після закриття 1916 року, золоті копальні та навколишні споруди значною мірою заросли.

## Цікаві місця
- Кунуку Арікок: залишки старої ферми, де вирощували різні рослини. Там все ще видно кактусові живоплоти та кам'яні стіни.
- Вершина пагорба Арікок: оглядовий майданчик, звідки можна побачити більшу частину острова.
- Пагорб Джаманота: найвища точка на острові, 188 метрів, трохи вищий, ніж пагорб Арікок.
- Печера Фонтейн: вапнякова печера з коричнево-червоними піктограмами, ймовірно, залишеними племенем араваків, а також новішими «настінними малюнками», зробленими ранніми європейськими поселенцями.
- Печера Квадірікірі: ще одна вапнякова печера, де живе багато кажанів. У кількох місцях у стелі є отвори, завдяки чому ці печери досить легко досліджувати без надмірного штучного освітлення.
- Boca Prins: пляж, де гніздяться черепахи і є невеликий бар/кафе.
- Dos Playa: відносно спокійне море, тут можна займатися серфінгом або бодібордингом.
- Природний басейн (Conchi): спокійний ставок на східному узбережжі, захищений від бурхливого моря навколишніми скелями.

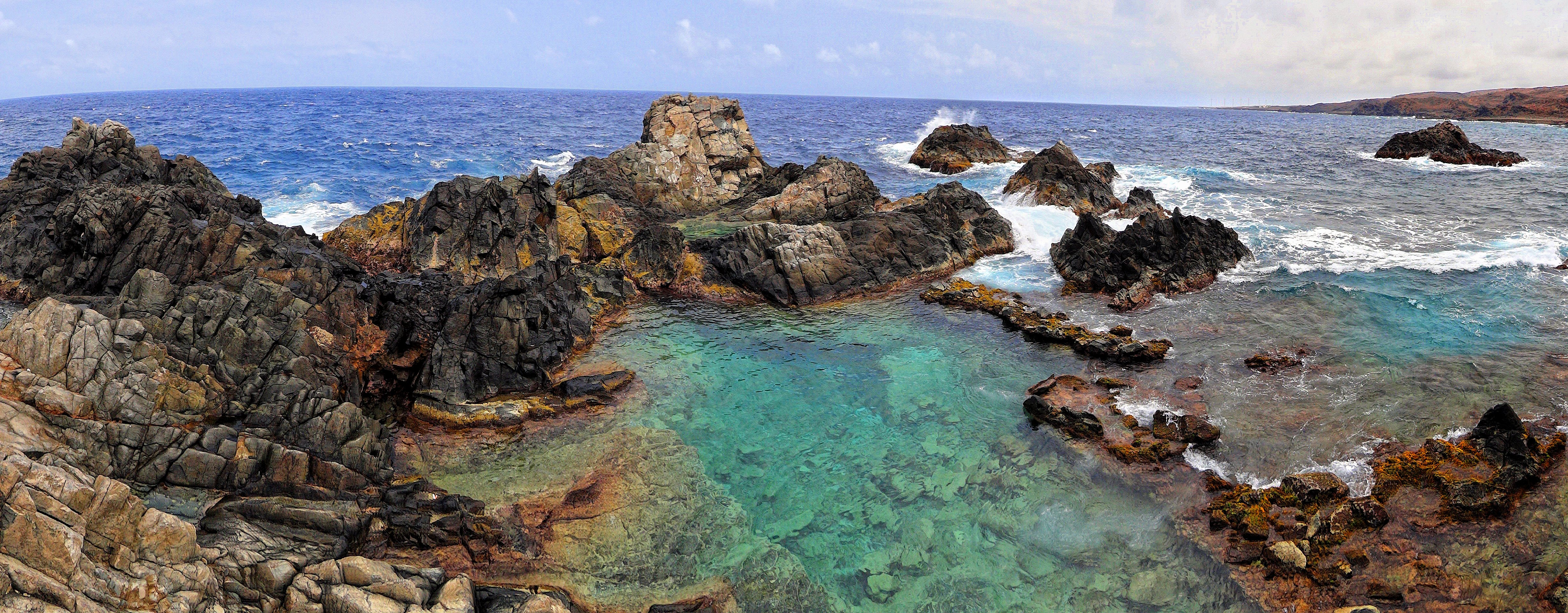
Природний басейн «Кончі» на східному узбережжі Аруби.